# Свобода слова в Таиланде

Рейтинг свободы СМИ

Свобода слова в Таиланде предполагает строгий контроль за политическими новостями со стороны сменявших друг друга правительств. 
Свобода слова в Таиланде была гарантирована Конституцией 1997 года, и эти гарантии повторились в Конституции 2007 года. Механизмы цензуры в Таиланде включают в себя строгие законы об «оскорблении короля», а также прямой правительственный или военный контроль над СМИ или использование экономического и политического давления. Критика короля запрещена Конституцией, хотя большинство случаев действия закона об «оскорблении короля» были направлены на иностранцев или тайских политических деятелей.
Во всемирном индексе свободы прессы который составляет организация «Репортеры без границ» Таиланд занял 59-е место из 167 стран в 2004 году, а затем упал до 107-го из 167 стран в 2005 году. Рейтинг Таиланда упал до 153 из 178 в 2010 году и вырос до 137-го из 179 в 2011-2012 годах. В индексе 2014 года Таиланд занял 130 из 180 стран. А в 2018 уже 140-е место.

## Гарантии свободы слова
Свобода слова в Таиланде гарантирована Конституцией 1997 года, и эти гарантии повторились в Конституции 2007 года.
- Раздел 36: Человек имеет свободу сообщения с помощью законных средств.
  - Цензура и содержание под стражей не допускаются, за исключением случаев, предусмотренных законом, для обеспечения безопасности государства или поддержания общественного порядка.
- Раздел 45: Человек имеет право свободно выражать свое мнение, выступать с речами, писать, печатать, публиковать и выражать свои мысли другими способами.
  - Ограничение этих свобод не может быть ограничено за исключением положений закона, специально принятых для обеспечения безопасности государства, защиты прав, свобод, достоинства, репутации, семьи или неприкосновенности частной жизни других лиц, поддержания общественного порядка или предотвращения ухудшения здоровья населения.
  - Закрытие пресс-центра или радио или телевизионной станции для лишения их свободы в согласии с данным разделом не допускается.
  - Цензура новостей и статей до их публикации в газете, печатном виде, радио или телевещании не допускается, за исключением случаев, когда страна находится в состоянии войны или вооруженного конфликта.
  - Владельцем газеты или другого средства массовой информации может являться гражданин Таиланда.
  - Государство не предоставляет гранты или другу поддержку частным газетам или другим средствам массовой информации.
- Раздел 46: Должностные лица и сотрудники  газетного, радиовещательного или телевизионного бизнеса пользуются свободой представлять новости и высказывать свое мнение в соответствии с конституционными ограничениями без разрешения какого-либо государственного органа или владельца этого бизнеса.
- Раздел 26: При осуществлении деятельности всех государственных органов следует учитывать человеческое достоинство, права и свободы в соответствии с положениями действующей Конституции.
- Раздел 28: Человек может пользоваться своим человеческим достоинством или своими правами и свободами в той мере, в какой это не нарушает права и свободы других лиц или противоречит действующей Конституции.

## Печатные издания
Первый случай цензуры в Таиланде произошел с появлением первой типографии в стране. Первая юридическая книга в Таиланде была запрещена, а все ее копии и оригинальная рукопись были уничтожены.
В соответствии с Законом о печати и рекламе 1941 года Специальный отдел полиции Королевства Таиланд имел право предупреждать издателей о различных нарушениях, таких как: нарушение мира, вмешательство в общественную безопасность или нарушение общественной морали.
Согласно исследованию Библиотеки политологии в Университете Таммасат, с 1850 по 1999 год была официально запрещено 1 057 книг и периодических изданий, в том числе многие популярные среди населения книги. Во время военных правительств до 1973 было издано особенно много законов направленных на ограничение свободы прессы. Книги о тайском феодализме, монархии и религии, рассматриваемые тайским правительством как "разрушительные", были запрещены а их авторы заключены в тюрьму. Однако уже в 1980-е годы наблюдалось постепенное ослабление цензуры прессы.  

### Книги
Журнал Sarakadee опубликовал обзор книжной цензуры в Таиланде.
В ноябре 2014 года тайская полиция объявила о запрете книги «Королевства в кризисе: борьба Таиланда за демократию в XXI веке » авторства Андрея Макгрегора Маршалла, еще до ее выпуска в Таиланде. Полиция заявила, что обзоры книги в The Independent дал достаточные доказательства того, что книга угрожает «миру, порядку и морали народа». Маршалл утверждал, что недавние потрясения в тайской политике во многом были обусловлены внутренними конфликтами и борьбой за королевскую власть. А как известно, любое обсуждение королевской преемственности в Таиланде - это табу.
Организация «Свобода против цензуры» (FACT) инициировала проект «Запрещенные книги» для мониторинга как можно большего количества книг, запрещенных в Таиланде, с целью их дальнейшей публикации в Интернете, начиная с книг о смерти короля Ананды.

### Периодические издания
Пресса также подвергалась цензуре за публикацию новостей, наносящих ущерб монархии.
12 ноября 2014 года на встрече представителей хунты и редакторов 17 газет военные офицеры сообщили журналистам, что существует предел тому, о чем они могут говорить. «Премьер-министр и правительство никогда не подвергали цензуре СМИ. Мы открыты, но, пожалуйста, оставайтесь в пределах. Вы, СМИ, должны сообщать новости в положительном ключе» - цитирует лейтенанта генерала Suchai Pongput.

### Интернет
Интернет-цензура в Таиланде до начала военного переворота в сентябре 2006 года, в основном, была направлена на блокировку порнографических сайтов. В последующие годы, в связи с возникающими волнениями, чрезвычайными ситуациями и беспорядками, вводились новые законы о киберпреступности и внутренней безопасности. Поэтому цензура в интернете усиливалась и ее внимание переключилось на темы связанные с национальной безопасностью, оскорблениями королевской семьи и политикой. К 2010 году количество заблокированных сайтов превысило 110 000 . В декабре 2011 года, в рамках целевой государственной деятельности, открылся Оперативный центр кибернетической безопасности. С начала своей деятельности и до мая 2014 года Центр сообщил интернет-провайдерам о блокировании 22599 URL-адресов.
Закон о компьютерной преступности 2017 года позволят получать доступ к данным о трафике, без судебного решения. А согласно статье 18(7) этого закона, после получения судебного решения, правительство может потребовать у интернет-провайдеров расшифровку конфиденциальных кодированных данных пользователей. 

## Вещательные СМИ

### Телевидение
В телевизионных передачах сцены с «...непристойной одеждой, демонстрацией голых людей, оружием, направленным на людей, употреблением алкоголя и даже нижней частью обуви (потому что показ пятки в Таиланде считается неприличным)» всегда затушевываются. Также, как и во всех СМИ, критика короля не допускается.
В мае 2014 года военная хунта прервала ток-шоу, где профессор политических наук обсуждал заявление тайской армии о военном положении. Шоу было прервано, для трансляции «Приказа № 9» Национального совета для мира и порядка. Приказ запретил СМИ проводить собеседование с учеными, которые могли бы спровоцировать конфликт. Кроме того, цензура была распространена на социальные сети. Газеты были предупреждены не публиковать ничего, что могло бы вызвать волнения. Региональные командиры приказывали некоторым ученым не комментировать политическую ситуацию.
В ноябре 2014 года военная хунта оказала давление на тайскую PBS, чтобы та закрыла ток-шоу, которое «обсуждало недовольство переворотом 22 мая». По меньшей мере четыре полковника посетили тайваньскую штаб-квартиру PBS в Бангкоке и поручили руководителям станции прекратить трансляцию ток-шоу, в котором ведущая Nattaya Wawweerkhup попросила сельских жителей и активистов высказаться по поводу реформ правительства. Ведущая Nattaya Wawweerkhup была убрана из шоу. 

### Радио
Радиостанции в Таиланде должны быть лицензированы правительством и традиционно эксплуатируются в основном правительством и военными. Такая зависимость часто подрывала свободу СМИ в Таиланде.
В марте 2003 года, радиопередача Independent News Network (INN) была временно закрыта после того, как она озвучила критику правительства и кабинета министров. В ответ на публичные протесты правительство восстановило трансляцию и утверждало, что причиной закрытия послужила просроченная лицензия INN.
В феврале 2007 года власти Таиланда, закрыли популярную радиопередачу, организованную Fatima Broadcasting, потому что ведущий шоу был постоянным критиком бывшего премьера. Хотя чиновники утверждают, что они не давили на дирекцию станции, ведущий шоу опубликовал пост утверждающий обратное.

## Видеоигры
После переворота в 2014 году, правительством было сообщено о запрете игры Tropico 5. В этой версии популярной игры геймерам предлагалось попробовать себя в роли диктатора, управляющим тропическим островом.

## Высказывания отдельных лиц
Хотя свобода слова была гарантирована конституцией, все же она ограничена несколькими законами. В Таиланде действует закон, который запрещает любое оскорбление короля и королевской семьи. В 1986 году заместитель министра внутренних дел Вера Музикапонг был осужден и посажен в тюрьму. Причиной послужила его речь в которой он сказал, что если бы он родится наследным принцем, то «пил бы виски вместо того, чтобы стоять здесь с больными коленями».
Также вердикты тайских судов не могут подвергаться критике. В июле 2006 года было вынесено спорное решение, в результате которого суд отправил в тюрьму трех членов избирательных комиссий. После этого события полиция арестовала еще 16 человек, которые критиковали это решение. Позже суд признал всех виновными и в тюрьму было посажено 4 из 16 человек. Максимальный срок тюремного заключения за правонарушение составлял семь лет.

## Самоцензура
В Таиланде с давних пор практикуется самоцензура. В основном к ней прибегают из страха быть обвиненным в нарушении закона об "оскорблении королевского достоинства".
Бывший премьер-министр Таксин Чинават неоднократно обвинялся в использовании его политической и экономической власти с целью сдержать свободу слова. Это обвинение вытекало из его власти над государственными телеканалами, а также влияния его семьи, владеющей другими вещательными телеканалами. В ответ на такую критику, Thaksin Shinawatra распродал все свои и семейные активы в средствах массовой информации в 2006 году .
Канал 3 (Таиланд) опубликовал очень короткое заявление о том, что сериал «Нуа Мек», в котором изображены коррумпированные политики, фиктивный премьер-министр и депутаты, который должен был выйти в эфир в пятницу, 11 января 2013 года, был признан «неуместным» и вместо него был показан другой сериал. Офис премьер-министра, который ответственный за надзор над всеми государственными СМИ, выступил с заявлением, что правительство не вмешивалось в работу телеканала.
В 2014 году организация Freedom House отметила, что самоцензура по темам, связанным с монархией, оставалась нормой в течение года. Многие средства массовой информации, в том числе газеты, ранее известные открытым анализом внутренней политики, стали не так активны после переворота. Также сообщалось, что самоцензура увеличилась с тех пор, как к концу 2014 года распространились слухи о том, что у военных появилась новая технология, способная обнаруживать ключевые слова, связанные с "оскорблением королевского достоинства". В сентябре 2015 года тайские издатели New York Times отказались опубликовать рассказ о здоровье короля, утверждая, что он слишком деликатен. Вскоре после этого инцидента New York Times объявила о своем решении прекратить публикацию в Таиланде в конце года. В декабре местные издатели подвергли цензуре три другие истории New York Times, которые они считали слишком щепетильными для публикации.

## Обвинения в клевете
Правительство Таксина Чинавата подало против правительственных критиков многочисленные обвинения в клевете в связи с тем, что Международная федерация журналистов заявила, что премьер-министр использует уголовное преследование, чтобы заставить замолчать критику со стороны его правительства